# David John Bryant
David John Bryant (Clevedon, North Somerset, Inglaterra, 7 de octubre de 1931 - 27 de agosto de 2020) fue un bolichista británico. 
Fue campeón mundial en bowls individuales sobre césped (en 1966, 1980 y 1988) y también un campeón mundial en la modalidad individual indoor (en 1979, 1980 y 1981). Ganó también el campeonato de bowls individual de los Juegos de la Mancomunidad en 1962, 1970, 1974 and 1978. No hubo competencia de bowls en los Juegos de la Mancomunidad de 1966. Bryant ganó en numerosas ocasiones la Copa Middleton.
En 1969 fue nombrado Miembro de la Orden del Imperio Británico (MBE) por "servicios a los bowls", y en 1980 fue nombrado Comandante de la Orden del Imperio Británico (CBE) por el mismo motivo.

## Medallas

### World Bowls Championships
- Oro en individuales en Kyeemagh 1966
- Bronce en dobles en Kyeemagh 1966
- Bronce en triples en Johannesburgo 1976
- Plata en individuales en Johannesburgo 1976
- Oro en individuales en Frankston 1980
- Oro en triples en Frankston 1980
- Bronce en individuales en Aberdeen 1984
- Oro en individuales en Auckland 1988
- Plata en dobles en Auckland 1988

### World Indoor Bowls Championships
- Oro en individuales en Coatbridge 1979
- Oro en individuales en Coatbridge 1979
- Oro en individuales en Coatbridge 1979
- Oro en dobles en Bournemouth 1986
- Plata en individuales en Bournemouth 1986
- Oro en dobles en Bournemouth 1986
- Oro en dobles en Preston 1989
- Oro en dobles en Preston 1989
- Oro en dobles en Preston 1989
- Oro en dobles en Preston 1989
- Plata en dobles en Preston 1989
- Plata en dobles en Preston 1989

### Juegos de la Mancomunidad
- Oro en individuales en Perth 1962
- Oro en cuádruples en Perth 1962
- Oro en individuales en Edinburgh 1970
- Oro en individuales en Christchurch 1974
- Oro en individuales en Edmonton 1978

## Libros
David Bryant ha escrito muchos libros sobre bowls, incluyendo:
- Bryant on Bowls - Outdoor & Indoor 1966 ISBN 0-304-93687-1
- Bowl with Bryant 1984 ISBN 0-00-218025-1
- The Game of Bowls (junto a David Rhys Jones) 1990 ISBN 1-85225-101-8
- Bowl to Win (junto a Tony Allcock) 1994 ISBN 0-00-218523-7